# ميكاييل إسير
ميكاييل إسير (بالألمانية: Michael Esser) (22 نوفمبر 1987 بكاستروب راوكسل في ألمانيا - ) هو لاعب كرة قدم ألماني في مركز حراسة المرمى. لعب مع شتورم غراتس ونادي بوخوم ونادي سودينغن ‏ وVfL Bochum II ‏.

## وصلات خارجية
- ميكاييل إسير على موقع إي إس بي إن إف سي (الإنجليزية)
- ميكاييل إسير على موقع قاعدة بيانات كرة القدم.إي يو (الإنجليزية)
- ميكاييل إسير على موقع بيانات كرة القدم. دي إي (الألمانية)
- ميكاييل إسير على موقع Soccerbase.com (لاعب) (الإنجليزية)
- ميكاييل إسير على موقع Soccerway.com (الإنجليزية)
- ميكاييل إسير على موقع عالم كرة القدم.نت (الإنجليزية)
- ميكاييل إسير على موقع AS.com (الإسبانية)